# قلنسوي برتقالي الحواف
القلنسوي برتقالي الهوامش (الاسم العلمي: Mycena aurantiomarginata) هو نوع من الفطريات يتبع جنس القلنسوي من الفصيلة القلنسوية. تم وصف هذا الفطر رسمياً لأول مرة عام 1803 ولكن أخذ اسمه الحالي عام 1872. وينتشر على نطاق واسع في أوروبا وأمريكا الشمالية وكما تم جمع عينات منه في شمال أفريقيا وأمريكا الوسطى واليابان. يعتبر هذا الفطر رمي التغذية وينتج ثمر بوغي (الفطر) ينمو على أرضية الغابات الصنوبرية. يتكون الفطر من غطاء مخروطي على شكل جرس يصل إلى 2 سم (0.8 إنش) في القطر متموضع على سويق رهيف يصل طوله إلى 6 سم (2.4 إنش) مع شعيرات صفراء إلى برتقالية في القاعدة. سمي هذا الفطر نسبة إلى حوافه المميزة الخيشومية ذات اللون البرتقالي الزاهي. ومن الخصائص المجهرية هي الحويصلات cystidia على قلبية الشكل المغطاة بالعديد من الإسقاطات الشائكه بشكل يشبه الصولجان. لم يتم تحديد صلاحية هذا الفطر للأكل. يمكن تمييز القلنسوي البرتقالي الهوامش عن الأنواع المماثلة من فطر القلنسوي من خلال الاختلافات في الحجم واللون والركيزة. وذكرت إحدى النشرات العلمية في عام 2010 اكتشاف وتوصيف خضاب جديد اسمه ماسيينارين تم عزله من هذا الفطر. هذا الصباغ هو المسؤول عن لونه المميز وله تأثير المضاد الحيوي الذي قد يعمل على منع أنواع معينة من البكتيريا من النمو على الفطر.

## التصنيف
هذا النوع له العديد من المترادفات ولكنه سمي في الأصل الغاريقون الهامشي من قبل العالم الطبيعى الدنماركي هاينريش كريستيان فريدريش شوماخر في عام 1803. قام الياس ماغنوس فرايز بتسميته الغاريقون برتقالي الهوامش في كتابه المنشور عام 1821 سيستيما مايكولوجيكام Systema Mycologicum (تصنيف الفطريات), بينما قام كريستيان هندريك برسون بتسميته «الغاريقون الشوماخري» في عام 1828. على الرغم من أن شوماخر كان هو الذي قام بنشر تسميته قبل الآخرين لكن الاسم الذي اقترحه فرايز هو الذي تم إعتماده، وهكذا تم إعطاء النعت في الاسم نباتي الذي استخدمه أسبقية في نظام التسميات العلمية. اختصاصي الفطريات الفرنسي لوسيان كيليه نقل هذا النوع إلى جنس القلنسوي في عام 1872. وفي عام 1930 اعتبر كارل سيجب هذا الفطر ضرباً من نوع القلنسوي الأنيق.

## الوصف

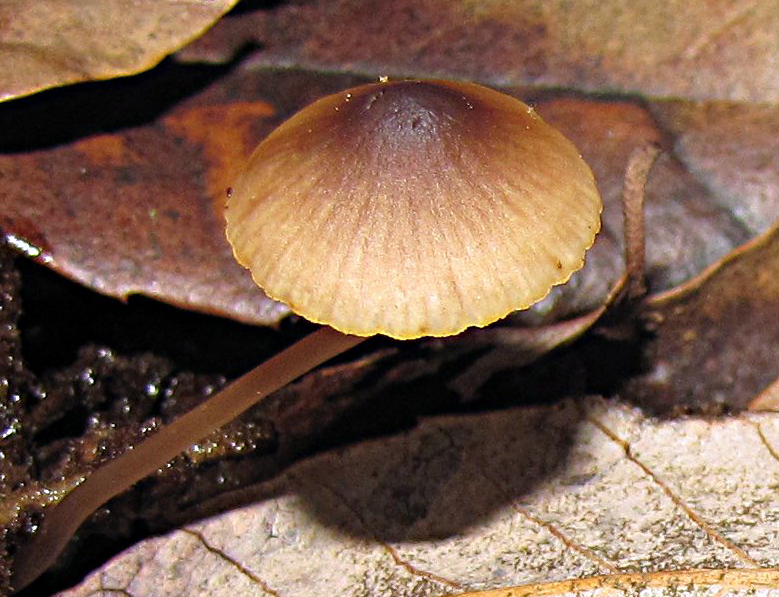
لون القلنسوة هو متغير نوعا ما عادة أكثر قتامة وأفتح لونا في المركز حول الحواف

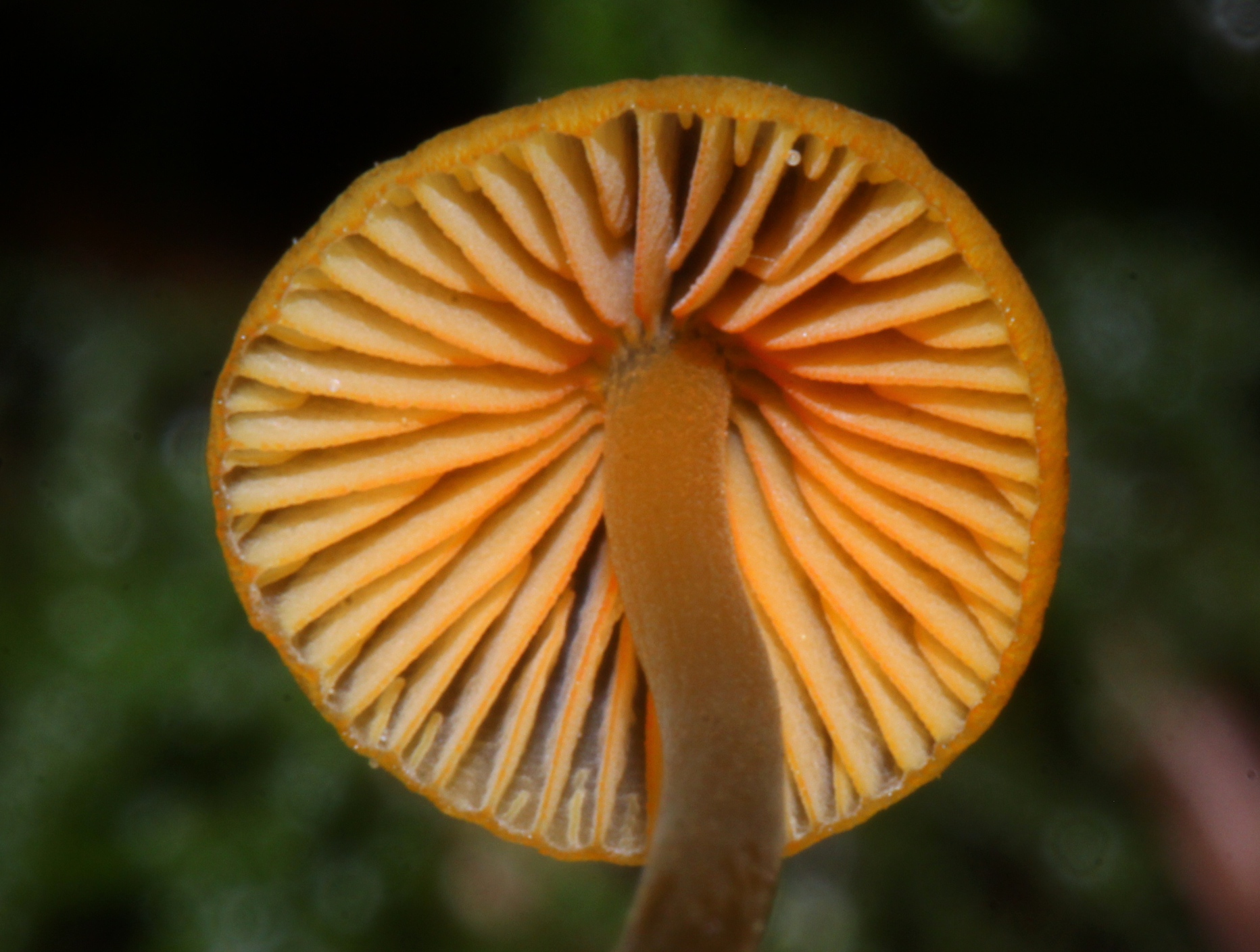
الخياشيم لها حواف برتقالية وهي أكثر إشراقا من الأوجه الخيشومية

في غطاء من م أوريومارجيناتا تتراوح في شكل مخروطي منفرج إلى شكل جرس، وتصبح مستوية في النضج، لتصل إلى أقطار 0.8–2.0 سـم (0.3–0.8 بوصة). لون الحد الأقصى هو متغير، بدءا من الظلام الزيتون أغبس؛ غبساء (داكنة اللون البني الرمادي) إلى مصفر الزيتون في الوسط، في حين أن الهامش هو البرتقالي المتدرج. الكسندر سميث، في كتابه 1947 دراسة من أمريكا الشمالية مايسينا الأنواع، أن القبعات ليست تغير لون الأنسجة الفطر (تغيير اللون تبعا لمستوى الماء), بينما يقول متخصص مايسينا آرني آرينسين هم. يتلاشى اللون عموما عندما يتقدم الفطر في العمر. وعندما يصبح السطح رطبا، يتم تغطية أعواد الفطر الشابة بمسحوق أبيض ناعم، ولكن هذا سرعان مايجف ويصبح قشورا وتترك السطح مصقولا الذي يتطور إلى أخاديد شعاعية عند النضج. في اللحم هو رقيق (حوالي 1 مم في وسط الغطاء) ومرنا.
الخياشيم هي متلاحم الأجزاء في النباتات هي «اتحاد على عكس أجزاء؛ موحد عضويا أو تنصهر مع جزء آخر متباينة، مثل المبيض إلى أنبوب الكأس، أو الأسدية لبتلات». وهذا هو على النقيض من هو الانصهار التنموي للأعضاء من نفس النوع، انصهار أجهزة مماثلة مع الأسنان متجه للأسفل (حيث الخياشيم منحنى تصل إلى الانضمام إلى ستيب ولكن بعد ذلك، على مقربة من ستيب، الهامش يتحول مرة أخرى إلى أسفل)، وتضييق في البداية ولكن عندما توسيع القديمة. هم شاحب إلى رمادي الزيتون مع حواف برتقالية زاهية. وأشار سميث أن لون الحافة قد ينتشر إلى الأجزاء الخيشومية التي توجد في بعض العينات، وذلك لأن الصباغ، بدلا من أن تكون متقوقعة على جدران سيستيديا، وجدت في العصارة الخلوية وبالتالي أكثر إنتشارا بسهولة. متباعدة الخياشيم قريبة من بعضها البعض، مع ما بين 16 و 26 الخياشيم وصولا إلى ستيب، وهناك ما يصل إلى ثلاثة مستويات من صفاحات تتخلل (الخياشيم القصيرة التي لا تمتد تماما من على حافة سقف الستيب). أسطواني ستيب هو 3–6 سـم (1.2–2.4 بوصة) طولا إلى 0.1–0.2 سـم (0.04–0.08 بوصة) سميكة، وجوفاء، وقاسية ولكنها مرنة; إنها أكثر سماكة بعض الشىء عند القاعدة. أنه يحتوي على اللون البني إلى اللون المحمر الزيتونى التي يشوبها أحيانا مع ظلال من اللون البرتقالي. السطح على نحو سلس باستثناء مسحوق البرتقال بالقرب من أعلى، في حين يتم تغطية قاعدة مع الشعر البرتقالي اللون الصلبة. تقارير سميث تؤكد أن أنسجة الفطر ليس لها طعم أو رائحة مميزة، بينما يقول آرونسين الرائحة هي «واضحة جدا؛ وحلوة مثل رائحة الفواكه، ونشوي لها رائحة يانسةن خافتة». مثل العديد من مايسينا الأنواع الصغيرة، والصالح للأكل من فطر غير معروف، كما أن لا يستهان بها أيضا للنظر جميعا في الجدول.

### أنواع مماثلة

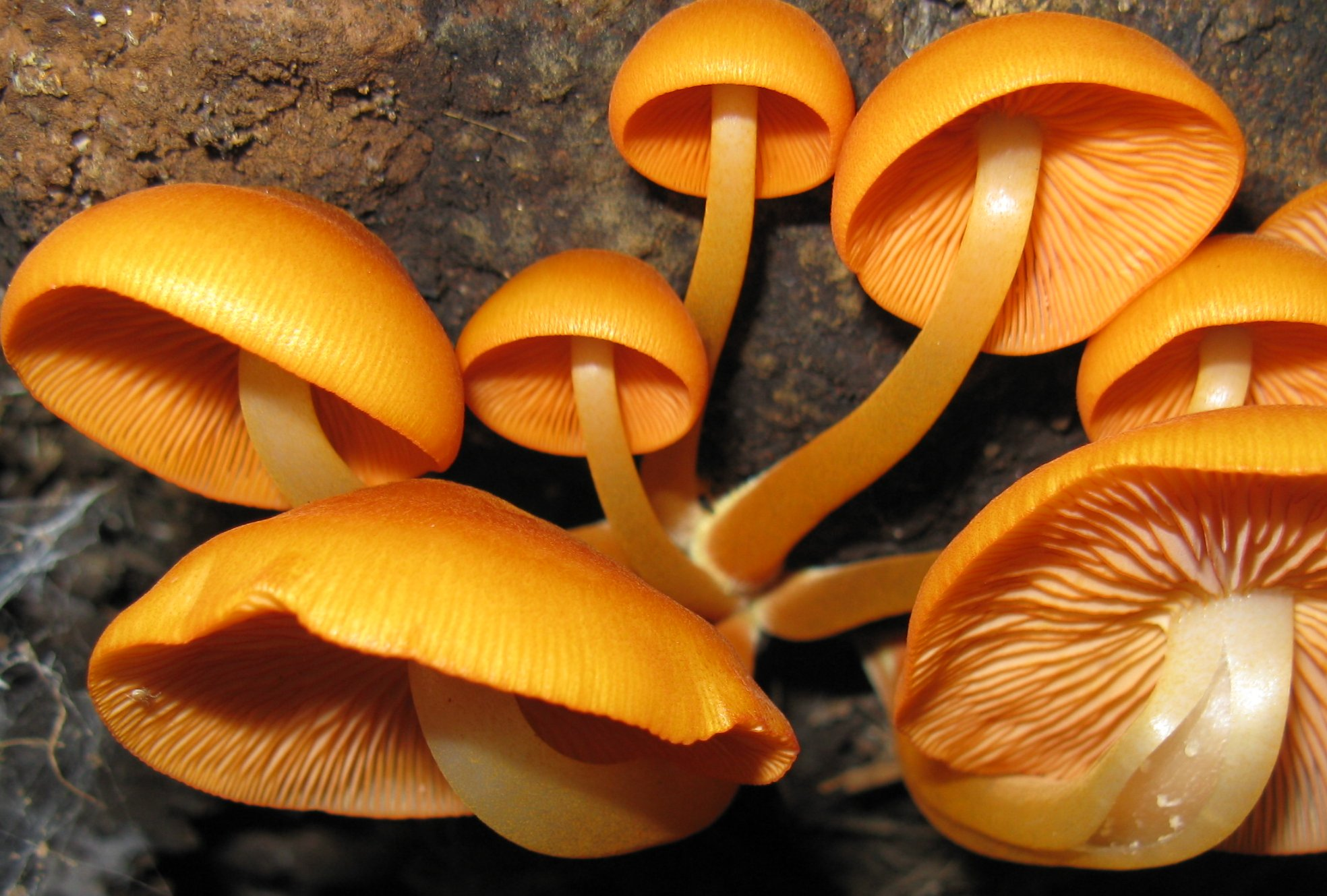
اللون البرتقالى مشرق Mycena leaiana ينمو في مجموعات على الأخشاب المتعفنة.

مايسينا أوريومارجيناتا يعرف عموما في الغابة بلون قلنسوته الزيتونى البني إلى البرتقالي المتدرج، ذى حواف خيشومية برتقالية زاهية، والشعر ذى اللون الأصفر في قاعدة ستيب. M. ايليجانس هي تشبه في مظهرها إم. مايسينا أوريومارجيناتا ، ولقد اعتبرها بعضهم مرادفا. إم. ايليجانس أكبر، أى التي يبلغ قطرها ليصل إلى الحد الأقصى، ل 3.5 سـم (1.4 بوصة) وطول ستيب يصل إلى 12 سـم (4.7 بوصة), أدكن، ولها ألوان الأخضر والأصفر الشاحب على الحواف الخيشومية وستيب التي تصبغ باللون البني المحمرعندما تتقدم ف العمر. . "إم" مايسينا البرتقالية ‏ وتتميز بسهولة من م أورانتومارجيناتا من قبل الأجزاء المثمرة ذات اللون البرتقالي المشرق اللون ولها نمو متفاوت على الأخشاب المتعفنة، مع وجود طبقة جيلاتينية على الستيب الخاص بها. خوذة الجنية القرمزية يشبه م أورانتيومارجيناتا في الشكل والحجم والتشكل بوغ، مع وجود الشعر على قاعدة ستيب. أنه يحتوي على قلنسوة لونها يتراوح من القرمزي إلى الأصفر، وتتميز بحواف قرمزية متباعدة على نطاق واسع، مع خياشيم وردية شاحبة اللون من البرتقالي إلى الأصفر.

## المركبات النشطة بيولوجياً

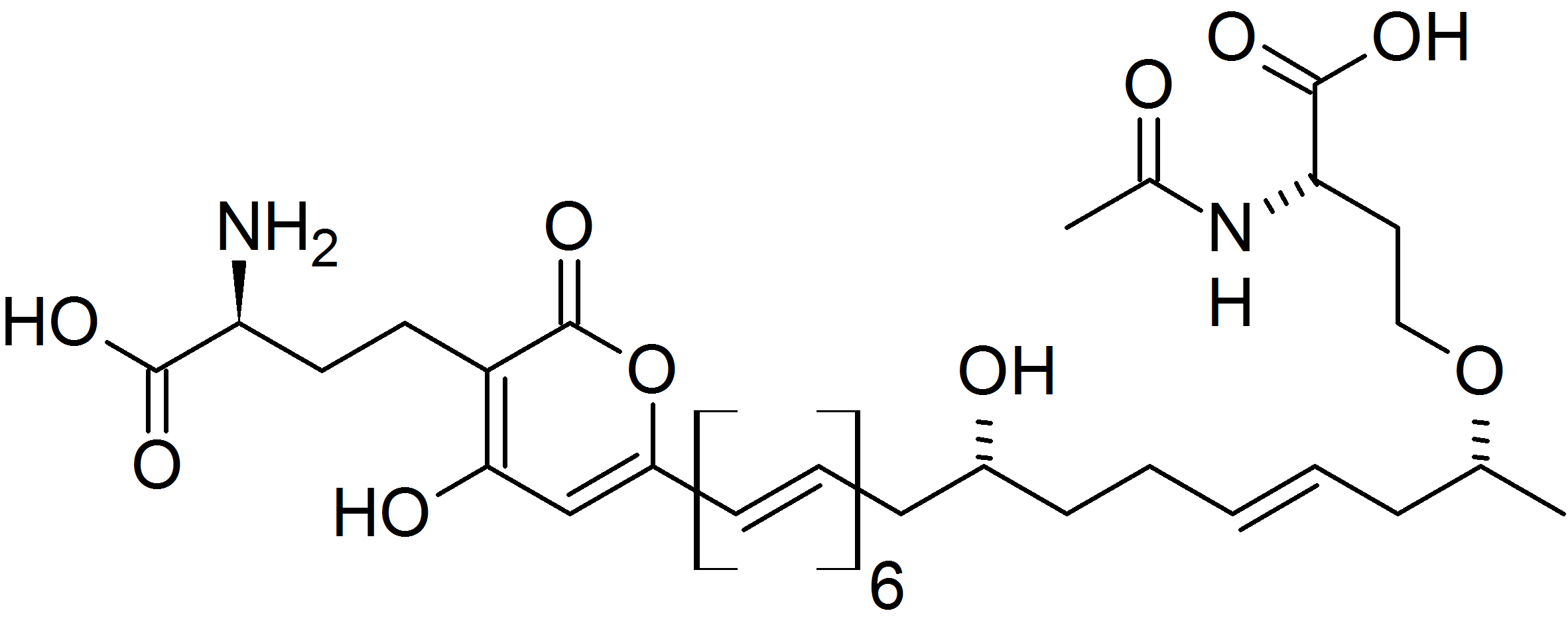
Boletocrocin أي واحد من مجموعة من سبعة المركبات العضوية ترتبط ارتباطا وثيقا، واسمه بشكل فردي boletocrocin من A إلى G boletrocrocin

أفيد في عام 2010، أن مركب الصباغ قد تم عزله، وتميز عن الهيئات المثمرة مايسينا أوريومارجيناتا باعتباره أمرا جديدا على العلم من قبل روبرت جايجر وبيتر سبيتيلر في مجلة المنتجات الطبيعية.المركب الكيميائي، مايسينا أورين، هو مركب بوليين الذي يتكون من تراى ديكاكيتايد (أي 13 من جسور الميثيلين المتجاورة والكربونيل مجموعة وظيفية مع اثنين من الأحماض الأمينية جزء أو مجموعة وظيفية من جزيء على حد سواء من جزيء). يفترض المؤلفون أن مجموعات من الأحماض الأمينية المرافقة ربما تكون مشتقة مخلقة حيويا من S-أدينوزيل ميثيونين. تراى ديكاكيتايد يحتوي على ألفا بيرون، مترابط هيكسائين، واحد ألكينيل شارد. جيجر وسبيتيلر أشارا إلى أن مايسين أورين وظيفتة هي كمركب دفاع، لأنه ذو نشاط مضاد بكتيريى ضد بكتيريا إيجابية الجرام عصيات بيوميلس باكتيرياإيجابية الجرام، هوائية، تكون بوغات. المادة الكيميائية موجود فقط في الهيئات المزهرة، وليس في الفطر عديم اللون  أظهر الفحص في وقت سابق النشاط المضادات للميكروبات في الهيئات المزهرة التي كشفت عن وجود ضعف القدرة على منع نمو الفطريات كانديدا ألبيكانس وأسبريجيللس فورنيجاتس.